# 한국핵융합에너지연구원
한국핵융합에너지연구원(韓國核融合-硏究院, Korea Institute of Fusion Energy, KFE)는 미래 녹색에너지원으로 세계가 주목하고 있는 핵융합에너지 개발을 선도하기 위하여 설립된 과학기술정보통신부 산하 핵융합전문 연구기관이다. 대전광역시 유성구 과학로 169-148(어은동)에 있다.
한국핵융합에너지연구원은 인류의 에너지 문제를 해결하기 위해 태양에너지의 원리인 핵융합을 지구상에 구현하는 연구를 수행하고 있다. 지구에서 핵융합반응을 만들기 위해서는 태양과 같은 초고온의 환경을 인공적으로 만들어야 한다. 즉, 핵융합 반응은 연료인 중수소와 삼중수소 외에 1억℃ 이상의 초고온 플라즈마 상태가 필요하며, 이때 핵융합 반응이 일어날 수 있도록 초고온의 플라즈마 상태를 유지할 수 있는 용기도 있어야 한다.
우리나라 핵융합 연구의 시작은 1995년 12월 ‘국가 핵융합 연구개발 기본계획’이 확정되면서 시작됐다. 1996년 1월 핵융합연구개발사업단이 출범하고 2002년 9월 핵융합 특수실험동 건물이 준공됐으며, 2003년 6월에는 세계 주요 선진 7개국이 공동 수행하고 있는 국제핵융합실험로(International Thermonuclear Experimental Reactor, ITER) 프로젝트에 공식적으로 참여하였다.
핵융합연구개발사업단 출범 후, 차세대 초전도 핵융합 연구장치인 케이스타(Korea SuperConducting Tokamak Advanced Research, KSTAR)를 개발하기 시작해, 2004년 6월 대형 진공용기 및  극저온용기 제작을 완료했다. 2007년 9월 KSTAR 완공식을 개최했으며, 이때, 명칭도 국가핵융합연구소로 변경됐다. 2008년 7월 KSTAR에서 최초로 플라즈마를 발생시켰으며, 2010년 11월에는 초전도 핵융합 장치로는 세계 최초로 고성능 H모드를 달성했다. 2014년 12에는 ITER 참여국 중 최초로 ITER에 ‘초전도 도체’를 조달했다.
2020년 11월 20일, 한국핵융합에너지연구원으로 승격됐다.

## 연혁
- 1995년 12월 국가 핵융합 연구개발 기본계획 확정 및 사업착수
- 1996년 1월 핵융합연구개발 사업단 출범
- 2002년 9월 핵융합 특수실험동 건물 준공
- 2003년 6월 한국 ITER가입(ITER 참여당사국 만장일치 승인)
- 2004년 1월 KSTAR 주장치 조립·설치 착수
- 2004년 6월 대형 진공용기 및 극저온용기 제작 완료
- 2005년 8월 국가핵융합에너지개발 기본계획 국가과학기술위원회 상정
- 2005년 9월 기초(연) 부설 핵융합연구센터 기초기술연구회 이사회 승인
- 2005년 10월 기초(연) 부설 핵융합연구센터 출범
- 2005년 10월 초대 신재인 소장 취임
- 2007년 9월 국가핵융합연구소로 명칭 변경
- 2007년 9월 KSTAR 주장치 완공
- 2007년 9월 ITER 한국사업단 출범
- 2008년 7월 KSTAR 최초 플라즈마 발생 공식 선언
- 2008년 9월 제2대 이경수 소장 취임
- 2009년 9월 KSTAR 본격가동 기념식 개최
- 2010년 3월 융복합플라즈마연구센터 기공식 개최
- 2010년 11월 세계 최초 KSTAR 고성능 H-모드 달성
- 2011년 9월 국가핵융합연구소 제3대 권면 소장 취임
- 2011년 11월 KSTAR 핵융합 플라즈마 불안정 현상(ELM) 억제 성공
- 2011년 12월 제2차 핵융합에너지개발 진흥기본계획 수립
- 2012년 11월 군산 플라즈마기술연구센터 개소
- 2013년 10월 국가핵융합연구소 신축 본관 준공
- 2014년 7월 핵융합가속기기술진흥협회(KAFAT) 출범
- 2014년 11월 국가핵융합연구소 제4대 김기만 소장 취임
- 2014년 12월 국제핵융합실험로(ITER) ‘초전도 도체’ 성공적 조달 완료
- 2016년 11월 플라즈마기술연구센터 복합연구동 기공식
- 2017년 4월 제3차 핵융합에너지개발 진흥기본계획 수립
- 2018년 2월 국가핵융합연구소 제5대 유석재 소장 취임
- 2020년 11월 20일 한국핵융합에너지연구원 승격

### 한국핵융합에너지연구원장
- 경영기획부
- 행정부
- 혁신전략부
- 안전보안실
- ITER 한국사업단

#### 감사
- 감사부

##### KSTAR 운영사업단
- 고성능플라즈마연구부
- 플라즈마안정화연구부
- 초고온플라즈마연구부
- 토카막장치기술부

선행기술연구센터
- DEMOEMO기술연구부
- 선행물리연구부

##### 플라즈마기술연구센터
- 운영관리실
- 기반기술연구부
- 플라즈마바이오 융합연구부
- 융복합기술연구부

ITER한국사업단
- 품질관리실
- 기술본부
- 사업기획관리부

## 주요 업무
- KSTAR 운영을 통한 세계수준의 핵융합 연구능력 확보
- ITER 국내 전담기구 역할 수행과 기술이전
- 핵융합 연구인력 양성 및 핵융합발전로 건설 첨단·원천기술 연구
- 핵융합 관련 파생기술을 활용한 첨단 신산업 창출에 기여

## 같이 보기
- KSTAR
- ITER